# روبر مینتکیویکز
روبر مینتکیویکز (فرانسوی: Robert Mintkiewicz‎؛ زادهٔ ۱۴ اکتبر ۱۹۴۷) دوچرخه‌سوار اهل فرانسه است.